# Джонни Игер
«Джонни Игер» (англ. Johnny Eager) — фильм нуар режиссёра Мервина Лероя, вышедший на экраны в 1941 году.
Фильм рассказывает о гангстере Джонни Игере (Роберт Тейлор), который после условно-досрочного освобождения для прикрытия устраивается таксистом, одновременно продолжая управлять своей подпольной империей азартных игр. После случайной встречи в него влюбляется студентка социологического факультета Лисбет Бард (Лана Тёрнер), которая оказывается приёмной дочерью городского прокурора (Эдвард Арнольд), в своё время засадившего Джонни за решётку. Обманув Лисбет с помощью фиктивного убийства, Джонни шантажирует её отчима, получая от него разрешение на открытие арены для собачьих бегов, против чего прокурор ранее резко выступал. Добившись цели, Джонни чувствует, что влюбляется в Лисбет, и неожиданно для себя испытывает угрызения совести перед страдающей девушкой, что приводит его к смертельному столкновению с конкурирующей бандой.
За игру в этом фильме Ван Хефлин был удостоен премии Оскар как лучший актёр в роли второго плана.

## Сюжет
Таксист Джонни Игер (Роберт Тейлор) приезжает в офис инспектора по условно-досрочному освобождению, чтобы заполнить регулярный отчёт о соблюдении правил удо, где молодые сотрудницы офиса проявляют к Джонни необычайное женское внимание. Затем он проходит к пожилому доверчивому инспектору по удо А.Дж. Верну (Генри О'Нил), подтверждая, что живёт в скромной квартире у сестры брата и работает таксистом. Джонни делает вид, что в тюрьме полностью осознал свои былые ошибки и больше не хочет за решётку, на что инспектор замечает, что если дело пойдёт так и дальше, то через год с Джонни могут снять судимость. Расставаясь, Джонни благодарит Верна за то, что тот помог получить ему удо за пять лет до истечения срока заключения.
Когда Джонни выходит из кабинета, на него обращают внимание две студентки социологии, которые пришли к Верну на стажировку. Одна из них, чрезвычайно привлекательная блондинка Лисбет Бард (Лана Тёрнер), не может оторвать от Джонни глаз. Верн приглашает студенток к себе, говоря, что Джонни Игер был в своё время очень известным гангстером, но сейчас, как будто встал на правильный путь. Лисбет выражает сомнение в том, что Джонни так прост, как кажется и спрашивает, стоит ли ему настолько доверять. Она предлагает съездить к Джонни домой с неожиданной проверкой. Верн показывает девушкам личное дело Джонни, согласно которому он проходил более чем по тридцати крупным делам, включая вооружённые ограбления и организацию незаконных азартных игр.
Джонни приезжает на стадион по проведению собачьих бегов, который готовится к скорому открытию. Он заходит в офис Марко, который является номинальным владельцем стадиона, и через него попадает в свои шикарные частные апартаменты, являющиеся одновременно штаб-квартирой всей его организации. В гостиной, где Марко (Чарльз Дингл) в компании нескольких мужчин и девушек играет в шуточные тараканьи бега, Джонни тоже делает ставку. Затем он проходит в кабинет и становится ясно, что истинным владельцем стадиона является именно Джонни, а не Марко.
Увидев, что Джонни сразу же выиграл на тараканьих бегах круглую сумму, один из его подчинённых, Лью Рэнкин (Барри Нельсон) замечает: «мы все работаем, а Джонни получает за нас все деньги», на что Марко отвечает: «Да, мы все работаем, но он думает за всех нас». Затем Джонни выясняет у другого своего подчинённого, Бенджи (Лу Любин), разобрался ли тот с полицейским, который не даёт развернуть азартные игры в своём квартале. Так как с ним не удаётся договориться, Джонни поручает организовать перевод копа на другое место.
Затем Джонни берёт у Лью Рэнкина конверт с деньгами, которые тот принёс с точек, где она собирает дань. Лью жалуется на то, что ситуация сейчас тяжёлая и потому поступления сократились. Однако Джонни говорит, что не подозревает его ни в чём, ведь они друзья детства, вместе начинали. Тем не менее требует добиться получения денег, говоря что они нужны не ему лично, а чтобы запустить стадион для собачьих бегов. После ухода Рэнкина Джонни поручает Марко проследить, чем тот занимается. Джонни говорит, что вложил полмиллиона долларов в собачьи бега, однако не может получить разрешения на открытие стадиона, и это грозит крахом всей их организации. По словам Марко, ещё более осложнит их ситуацию то, что в город назначен новый городской прокурор Джон Бенсон Фэррелл, который уже однажды отправлял Джонни за решётку. Джонни решает попробовать получить разрешение через Хэллигана, знакомого чиновника в мэрии. Пока Джонни по телефону разыскивает Джеффа Хартнетта, появляется его подружка Гарнет (Патриция Дэйн), которую он принимает шутливо, но не сердечно. Гарнет рассказывает, что Джефф был здесь утром, напился джина, назвал Джонни современным Иродом Агриппой, не дождался и ушёл. Джонни говорит, чтобы она поменьше слушала Джеффа, «а то получишь диплом экстерном», так как он человек учёный.
В этот момент одна из секретарш Верна звонит Джонни и сообщает, что инспектор только что направился по его адресу с проверкой. Джонни срочно переодевается в униформу таксиста и мчится на квартиру к жене брата, которую содержит вместе с племянницей Матильдой (Робин Рэймонд). Когда Верн с двумя студентками появляется в квартире, Джонни делает вид, что делает вместе с племянницей уроки. Во время дальнейшего разговора Джонни пристально смотрит на Лисбет, приводя её в волнение. Хотя по официальной версии брат Джонни погиб в автокатастрофе, Матильда в сердцах заявляет, что его пристрелили, когда он сидел в машине. По просьбе девушек Матильда рассказывает, что в школе им задали выбрать какого-нибудь литературного героя и написать о нём. Лисбет говорит, что выбрала Сирано де Бержерка, приводя его слова: «Поцелуй — это прекрасно. Не знаю, почему мои губы не смеют решиться на него. Поцелуй — это как разговор без слов, который сразу идёт от сердца к сердцу». Узнав, что Сирано так и не поцеловал Роксану, Джонни теряет к нему интерес, заявляя, что «не любит людей, которые бросают дело на полпути». Верн со студентками уходит, на прощание Джонни жмёт Лисбет руку, которая обещает подумать о романе «под таким углом зрения». Когда они остаются вдвоём, Матильда говорит Джоннм, что Лисбет уже влюбилась в него и «прибежит к нему как собачка».
В такси две студентки обсуждают Джонни, считая его очень красивым. Лисбет говорит, что лицо у него милое, но иногда оно каменеет, когда ему что-то не понравится, мечтательно заявляя: «Мне кажется, он даже может ударить женщину, если она его разозлит». Девушки приезжают на богатый приём к подруге, где аристократического вида молодой парень Джимми Кортни (Роберт Стерлинг) напоминает ей о том, что вечером они приглашены на ужин с членами совета художественного музея. Однако Лисбет говорит, что это скучно, и она предпочитает пойти с его другом Флойдом, который любит выпить и собирается прошвырнуться по игровым точкам.
В коридоре своего офиса на стадионе Джонни встречает одного из своих громил, Джулио (Пол Стюарт), который отчитывается, что по указанию Джонни отделал какого-то парня, за что Джонни платит ему соответствующую цену, предупреждая, чтобы тот поменьше тратил денег на женщина и на скачки. В офисе Марко рассказывает Джонни, что ему подарили состарившуюся борзую собаку, которая в своё время принесла ему много денег. Джонни даёт указание держать её на кухне и не пускать в его помещения. Тем временем в гостиной пререкаются разозлённая Гарнет и сильно пьяный Джефф Хартнетт (Ван Хефлин), который тонко поддевает её. После ухода девушки Джефф, который любит велеречиво изъясняться и цитировать классиков, говорит, что в Джонни «есть скрытая сила, что он умный, крутой и не должен быть очевидным», далее продолжая: «Ты оставишь свой след в истории, потому что ты абсолютно уникальный человек. Многие люди считают меня твоим прихлебателем, мальчиком для битья. Они не понимают, что я современный Босвелл, который собирает материал об уникальном индивидууме, герое наших дней. Может быть, я напишу о тебе книгу, и последующие поколения будут проливать слёзы не над Маккиавелли, а над тобой». Тем временем возвращается Гарнет, которая пытается поцеловать Джонни, а затем говорит: «Иногда ты такой холодный, что я не знаю, значу ли я вообще что-нибудь для тебя». После её ухода Джонни говорит Джеффу, что вечером они поедут и проверят кое-что в отношении Лью Рэнкина, а затем спрашивает, что там было с Сирано де Бержераком, на что Джефф спрашивает, уж не связался ли Джонни с какой-либо из литературных дам.
Вечером в ночном клубе «Портхоул» Джонни в сопровождении Джеффа проходит прямо в кабинет директора Тони Льюса (Нестор Пайва) и сразу бьёт его по лицу, сбивая с ног. На обвинения Джонни, что Тони ворует у него деньги, удивлённый директор говорит, что вчера отдал Лью Рэнкину обычную сумму. Джонни поворачивается и неожиданно видит в кабинете Лисбет. Выпроводив всех их кабинета, Джонни спрашивает, не проводит ли она здесь социологические исследования. Лисбет отвечает, что её спутник, напившись, проиграл в казино 85 долларов и не смог расплатиться, и Тони потребовал оставить её в залог свои драгоценности. По костюму Джонни и его манере поведения Лисбет понимает, что Джонни по-прежнему стоит во главе гангстерского бизнеса, но она говорит, что не собирается докладывать об этом Верну. Джонни берётся отвезти её домой. Оставшись на мгновение наедине, Джефф спрашивает Джонни: «Ты хочешь, чтобы она стала твоей Роксаной? Но ведь ты не Сирано», а затем добавляет, что девушка не простая и может всё рассказать Верну, однако Джонни уверен, что этого не будет. Джефф говорит сам себе «Господин Фрейд, возьмите на заметку».
В машине Лисбет говорит, что не хочет, чтобы Джонни вёз её домой, после чего он обнимает и целует девушку. Поздно вечером Джимми Кортни приезжает домой к прокурору Фэрреллу (Эдвард Арнольд), сообщая, что объехал все заведения в городе, но так и не нашёл Лисбет. Фаррелл возмущён тем, что Джимми доверил свою невесту неизвестно кому, который напился и её потерял. После краткой ссоры и быстрого примирения оба мужчины признают, что одинаково любят Лисбет. В этот момент подъезжает машина, Джимми открывает дверь и видит обнимающихся Лисбет и Джонни. Лисбет знакомит их, затем проходит в дом, где их встречает Фэррелл. Джонни и Фэррелл, который оказывается приёмным отцом Лисбет, сразу же узнают друг друга и обмениваются враждебными взглядами. Фэррелл напоминает, что когда-то имел удовольствие посадить Джонни в тюрьму, но, видимо, не на достаточно долго. После ухода Джонни собирается уходить и Джимми, говоря Лисбет на прощанье, что ему, наверное, и приходить больше не стоит, но предупреждает её, что это знакомство может для неё плохо кончится. Лисбет отвечает, что пока она сама ничего не понимает, но уверена в том, что её сердце теперь бьётся чаще, чем обычно.
Утром Джонни завтракает вместе с Джеффом, страдающим от головной боли. Появляется Гарнет со словами «ты что сломал палец и не мог набрать телефонный номер», напоминая, что вчерашний вечер они договаривались провести вместе, а он даже не позвонил. Джонни говорит девушке, что в связи с появлением нового прокурора города у него ожидаются большие проблемы, и потому он даёт ей денег и отсылает на 2-3 месяца во Флориду, говоря, что когда всё уляжется, он приедет к ней. Гарнет спрашивает, не решил ли он порвать с ней, догадываясь, что он завёл другую девушку. В конце концов, Гарнет заверяет Джонни, что любит его и никогда не сдаст его полиции, не доставит ему никаких неприятностей, и согласна ехать во Флориду. Выпроводив девушку Джонни продолжает завтрак с Джеффом, которому жаль, что Джонни так обошёлся с Гарнет, хотя сама девушка ему и не нравилась. После слов Джеффа «ведь у каждого человека должна быть душа, честь, достоинство», Джонни вдруг восклицает: «Зачем я тебя держу? Когда-нибудь я дам тебе промеж ушей», затем продолжает: «Перестань анализировать меня и мои поступки. Ты должен понять, что я делаю дела, но ты не можешь меня понять, потому что ты неудачник и прихлебатель. Те, кто может делать дело, делают его, остальные помогают, таким как я. Ты добрый человек, который готов отдать свои последние деньги Бог знает кому, ну и что? Этому человеку от этого лучше не станет. А я делаю дело, и в этом деле есть место для всех. Поэтому я стою обеими ногами на земле, меня не одурачишь, не обведёшь вокруг пальца». Выслушав эту речь, Джефф отвечает, что теперь понимает, зачем Джонни держит его при себе — «потому что даже Джонни Игеру нужен хотя бы один друг».
В этот момент Джонни звонит диспетчер таксопарка и сообщает, что его просил приехать сам Фэррелл. Джонни в форме таксиста приезжает к Фэрреллу на работу и проходит в кабинет. Фэррелл, назвав Джонни ворюгой, в жёсткой форме потребовал, чтобы тот больше никогда не приближался к его дочери, затем швыряет ему деньги за услугу и выгоняет из кабинета. Джонни понимает, что Фэррелл уже пытался поговорить с Лисбет, но она отказалась слушать отца, и тогда он набросился на него. Затем Фэррелл угрожает Джонни, говоря, что готов использовать свои связи, чтобы отправить того обратно за решётку, заявляя: «Ради своей дочери я пойду на всё, если это понадобиться, я тебя лично подставлю или убью, чтобы защитить дочь». Выйдя на улицу, Джонни встречается в своём такси с Марко, который говорит, что от Фэррелла стоит ждать неприятностей, так как он препятствует открытию стадиона, советуя не связываться с ним из-за девушки. Кроме того, Марко сообщает, что Лью Рэнкин связался с Хэллиганом и уже фактически работает на него.
Вечером Лисбет приезжает к Джонни на квартиру и играет с собакой привезённой игрушкой, входит Джонни, они обнимаются и целуются. Джонни выпроваживает собаку на кухню и говорит, что в детстве у него никогда не было собаки, как и много чего ещё, на что Лисбет отвечает, что теперь ей понятно, почему Джонни вырос таким — потому что в детстве у него не было собаки. В момент их любовных объяснений с поцелуями на кушетке в комнату входит Джулио, и, угрожая пистолетом, требует денег за свою работу. Джонни удаётся выбить пистолет из рук Джулио, после чего между мужчинами начинается драка. Когда Джулио валит Джонни на пол и садится на него, чтобы нанести решающий удар ножом по горлу, Лисбет по подсказке Джонни подбирает пистолет и стреляет в спину Джулио, после чего тот падает замертво. Джонни требует немедленно бежать, на что взволнованная Лисбет говорит, что не может так бросить раненого и хочет вызвать полицию. Джонни отвечает, что в таком случае, его сразу же посадят в тюрьму за нарушение режима удо. Джонни провожает её до такси, а затем возвращается в комнату, где живой и здоровый Джулио встаёт с пола, довольный своей актёрской игрой, на что вошедший Джефф говорит — «не знаю где тебе место — на сцене или на эшафоте». Оказывается, что вся сцена была подстроена, «окровавленная» рубашка была измазана кетчупом, а оружие заряжено холостыми патронами. Тем временем вернувшийся Джонни говорит Джеффу, что переживает из-за всего происходящего, он чувствует, что относится к Лисбет не так, как ко всем остальным девушкам. «Но, — резюмирует он, — дело есть дело». Джефф рассказывает Джулио о звонке Марко, который просил передать, что вечером Хэллиган собирает своих ребят на покер, куда пригласил и Рэнкина, но Джонни не пригласил. Джонни окончательно решает, что Рэнкин переметнулся к его конкуренту.
Взяв с собой Джеффа и Джулио, Джонни едет к Хэллигану. Джефф и Джонни проходят в комнату, где идёт игра, а Джулио остаётся в машине на улице. Джонни подходит к Хэллигану (Сай Кендалл), приветствует его, выпивает и садится играть. Когда подъезжает Рэнкин, Джулио садится к нему в машину и угрожая пистолетом, разоружает. Затем он даёт условный сигнал фонариком Джеффу, который наблюдает за сценой в окно. Джефф подходит к Джонни, который изображает из себя сильно напившегося и отводит его в спальню. Закрыв дверь, Джонни вылезает в окно, спускается вниз по пожарной лестнице, и садится в машину, где Джулио держит Рэнкина на курке. На двух машинах Джонни, Рэнкин и Джулио едут к отдалённой гостинице, якобы для того, чтобы проверить, почему она не приносит денег. Убедившись, что гостиница не работает, Джонни извиняется и возвращает Рэнкину оружие. В машине Рэнкин угрожает Джонни пистолетом и пытается выстрелить ему в спину, однако пистолет оказывается незаряженным. Джонни бьёт Рэнкина по голове, обливает салон виски, а затем сталкивает машину с Рэнкиным с высокого моста под колёса железнодорожного состава. Затем Джонни возвращается назад, поднимается в спальню к Хэллигану и выходит играть за карточный стол. В момент игры Хэллигану докладывают, что Рэнкин только что погиб в автокатастрофе. Джонни говорит, что в данном случае у него самое лучшее алиби, так как он весь вечер играл с городскими боссами в покер. Оставшись с Хэллиганом наедине, Джонни говорит ему, что в субботу открывает стадион для собачьих бегов, но он уменьшает долю Хэллигана в этом деле с 30 до 10 процентов, за то, что тот почувствовал себя слишком крутым и стал переманивать у него таких людей, как Рэнкин.
На следующий день Фэррелл приезжает на стадион к Джонни, который принимает прокурора, вальяжно расположившись в постели. Фэррелл требует объяснений по поводу того, что вчера произошло с его дочерью, говоря, что она пребывает в шоковом состоянии — не может ни говорить, ни есть, ни спать, ничего. Джонни отвечает, что через пару дней у неё всё пройдёт, а он её «прикроет». Далее он поясняет, что настоящие неприятности теперь начнутся у самого Фэррелла, рассказывая вчерашний случай, когда Лисбет застрелила человека. Джонни обещает прикрывать её, так как она спасла его жизнь — «тело никогда не всплывёт, свидетелей тоже не было», а пистолет с её отпечатками Джонни спрятал в безопасное место как защиту от Фэррелла. Прокурор обещает обо всём молчать, но Джонни кроме этого требует снять запрет на собачьи бега, так как в субботу он открывает свой стадион. Фэррелл готов подать в отставку, но отказывается помогать Джонни, которого по-прежнему называет ворюгой, однако Джонни заставляет его подчиниться, шантажируя судьбой дочери. Возмущённый Фэррелл спрашивает, «неужели ты подставишь девушку, которая спасала тебя из любви», на что Джонни отвечает — «плевал я на эту любовь, это бизнес». Фэррелл соглашается подчиниться и уходит. Входит Джефф и говорит, что «судя по твоему лицу ты победил, но не боишься ли ты, что в ссудный день всё тебе аукнется», однако Джонни чувствует себя на самой вершине.
В день открытия стадиона Джонни велит Джулио отнести Хэлликану пакет с его долей, называя это выигрышем в первых пяти забегах, и просит добавить, что тому ещё очень повезло. Хэлликан, который наблюдает за бегами из партера вместе с двумя своими коррумпированными партнёрами из мэрии, забирает пакет, после чего предлагает Джулио обсудить возможности их совместной работы без Джонни, на что Джулио соглашается. Тем временем Джонни, проходя мимо касс в форме таксиста, встречает Верна, который также пришёл на бега. Затем в баре Джонни встречает Мэй Блайт (Гленда Фаррелл), свою бывшую подружку, которая уже давно вышла замуж за полицейского, и у неё трое детей. Она рассказывает, что её муж — упрямый, честный полицейский — не давал развернуть сеть азартных игр в районе около дома, и за это его перевели в другой район. Теперь ему приходится ездить на работу два часа в один конец, он сильно устаёт и это создаёт сложности для их семьи. Мэй умоляет Джонни использовать своё влияние, чтобы начальство вернуло мужа в район поближе к дому, и хотя именно Джонни добился перевода мужа в другой район, он говорит, что не в силах ей помочь.
Вскоре в офис Джонни приезжает Джимми Кортни и просит его об аудиенции. Пока Джонни переодевается в дорогой костюм, Джимми рассказывает ему, что Лисбет в ужасном состоянии, так как он не виделся с ней уже пять дней — она не ест, не спит и ни с кем не говорит, просто сидит и смотрит в одну точку. Физически она здорова, и, по словам врача, проблемы у неё чисто психического свойства. Джимми говорит, что ему ясно, что проблемы Лисбет начались с момента появления Джонни. Полагая, что за деньги Джонни будет готов уехать в другой город, Джимми предлагает ему 300 тысяч долларов, это всё, что у него есть. Однако Джонни отвечает, что Джимми «только на полпути», так как только в бега он вложил полмиллиона долларов. Джимми обещает занять недостающую сумму и полностью расплатиться. Джонни говорит, что Джимми поступает как настоящий придурок, так как если он заберёт деньги, это не помешает ему забрать и Лисбет. Однако Джимми отвечает, что именно это он и имеет в виду, так как Лисбет любит Джонни, и он должен забрать её с собой. Джонни обещает подумать. После ухода Джимми Джонни пытается понять мотивы парня, но Джефф отвечает, что вряд ли Джонни «способен понять поступки любящего человека, потому что они бескорыстны, а ты — эгоист». За эти слова Джонни бьёт Джеффа, который поднимается и уходит, но вскоре возвращается, так как ему некуда идти. Джонни, впервые лаская собаку, извиняется за то, что ударил его, на что Джефф отвечает, что «теперь всё ясно между нами». Джефф говорит, что после того, как Джонни его ударил, он хотел сразу же пойти к прокурору и рассказать ему всё, про убийство Рэнкина и других: «Я бы стал трубадуром, закладывая тебя, но потом я бы застрелился». Но, пуская слезу, Джефф говорит, что у него кишка тонка заложить Джонни, даже после того, что "ты сделал с этой наивной девочкой — она полна любви к тебе, а ты сломал ей жизнь. И так ты поступаешь со всеми, кто рядом с тобой. Однако когда-то всего один раз ты сказал, что я — твой друг, и для меня этого оказалось достаточно, чтобы вернуться. После этих слов Джонни решает поехать домой к Лисбет и всё уладить, говоря, что действительно чувствует к ней нечто особенное.
Они подъезжают к дому Фэрреллов, после чего Джонни заходит в дом, а отец Лисбет пропускает его к девушке. Фэррелл говорит, что всё ей рассказал, включая об их договоре в отношении собачьих бегов. Фэррелл говорит, что хочет посадить Джонни, но судьба дочери для него важнее: «Моя дочь всегда верила мне, но больше не верит, и это тоже из-за тебя». Джонни заходит в комнату растрёпанной Лисбет, которая бросается ему на шею, говоря, что всё это было так ужасно. У неё на почве переживаний начала развиваться истерия, она перестала спать, боясь проговориться во сне. Лисбет спрашивает у Джонни, была ли у убитого семья, но Джонни утешает, что никого не было. Затем она уточняет у Джонни, что до истечения срока удо ему остаётся примерно через год, после чего с него снимут судимость и не смогут засадить на оставшиеся пять лет, после чего заявляет, что год потерпит, если Джонни будет её так же крепко обнимать, а потом пойдёт в полицию и во всём сознается. Потому что жить с таким грузом она не сможет. Не выдержав её слов, Джонни обнимает её и искренне говорит, что любит её: «Это первый раз в жизни, когда я говорю эти слова, понимая их значение, впервые говорю всерьёз». Не выдержав её мучений, Джонни сознаётся ей, что вся сцена убийства была подстроена. Он говорит: «Я использовал тебя, ты никого не убила, этот тип работает на меня, патроны были холостые, а вместо крови был кетчуп. Всё было сделано, чтобы шантажировать твоего отца, чтобы он снял запрет на открытие стадиона для собачьих бегов». Однако Лисбет не верит ему, считая, что он всё это придумал, чтобы утешить её. У Лисбет опять начинается истерика, после чего она мгновенно теряет силы и засыпает. В машине Джонни сообщает Джеффу, что рассказал Лисбет правду, но она не поверила, и он решает в качестве доказательства надо показать ей живого Джулио. Джефф предостерегает его, говоря, что если она расскажет об этом Фэрреллу, то Джонни снова посадят.
Когда Джонни возвращается в свой офис, Марко сообщает ему, что Джулио переметнулся к Хэллигану. Это сказал сам Хэллиган, требуя теперь 50 процентов с бегов, так как ему всё известно о той роли, которую Джулио сыграл в его спектакле с убийством. Джонни немедленно едет в дом Хэллигана, где в одной из комнат находит выпивающего Джулио. Джонни начинает с ним дружеский разговор, вспоминая старые времена, между делом узнавая, что Хэллиган вернётся через полчаса. Затем Джонни уговаривает Джулио сходить с ним на последнее дело. В этот момент в комнату врывается Хэллиган, говоря Джулио, что Джонни через пять минут после выхода на улицу пришьёт его так же, как Рэнкина. Джулио лезет в карман, чтобы достать пистолет, но Джонни несколькими ударами сбивает его с ног, тот падает и теряет сознание. В этот момент входит подручный Хэллигана с пистолетом в руке и успокаивает Джонни. Хэллиган говорит, что они много лет успешно работали вместе и не надо горячиться и всё разрушать за несколько минут, как раз когда пошли деньги. Джонни отвечает, что согласен вернуться к цифре 30 процентов, а подробности обсудить утром. Джонни и Хэллиган жмут руки, и Джонни уходит.
Джонни заходит в ближайший комиссионный магазин и покупает там старое пальто, шарф и шляпу. Пока продавец уходит почистить одежду, Джонни звонит Джимму Кортни, давая ему какие-то инструкции. Затем Джонни возвращается к Джеффу, отдаёт ему своё пальто и шляпу и просит, чтобы Джефф одел одного из подручных Джонни в его пальто и шляпу и проехался с ним на машине по нескольким знакомым точкам для обеспечения алиби. Переодевшись в только что купленное пальто, Джонни встречает на улице у офиса Хэллигана подъехавших Джимми Кортни и Лисбет. Джонни говорит, что сейчас из дома напротив выйдет несколько человек, и один из них будет тем, кого она якобы убила. Таким образом он докажет, что говорил правду и что этот мужчина жив. Далее Джонни рассказывает Лисбет, что Джимми предложил ему все свои деньги «только ради того, чтобы я составил её счастье, вот насколько он тебя любит». Озадаченная Лисбет спрашивает, не хочет ли он этим сказать, что они расстаются, ведь Джонни совсем недавно говорил, что любит её, на что Джонни отвечает, «да ладно, ляпнул там ерунду».
В этот момент на улицу выходит Джулио, и Джонни указывает Лисбет на него, после чего натягивает шляпу на глаза и идёт ему навстречу, прикидываясь пьяным. Поравнявшись с Джулио, Джонни угрожая пистолетом, разоружает его и подводит к Лисбет. Однако Лисбет не обращает внимания на Джулио, и требует от Джонни признать, что только что он сказал неправду о своём отношении к ней. Джонни говорит, что сейчас для него главное расправиться с Джулио, а она должна немедленно уехать. В этот момент Джулио отталкивает Джонни и убегает, Джонни стреляет ему в след, но тот успевает скрыться в офисе Хэллигана. Понимая, что сейчас появятся люди Хэллагана и начнётся стрельба, Джонни требует, чтобы Лисбет немедленно уезжала, однако она отказывается и виснет у него на шее. Тогда Джонни бьёт её по лицу, и когда она теряет сознание, переносит в машину Джимми со словами «ну и что с того, что люблю». Джонни просит никогда не передавать ей его последние слова и увезти её из его жизни. Джимми увозит Лисбет.
Джонни идёт по направлению к офису Хэллагана, и видит, как оттуда выходят трое человек, включая самого Хэллагана и Джулио, который тут же начинает стрелять. Раненый Джонни открывает ответный огонь, начинается перестрелка, в ходе которой Джонни убивает всех троих бандитов. В этот момент останавливается проезжающий мимо автобус, из которого выходит полицейский, пытающийся остановить в стреляющего Джонни. Когда Джонни пытается бежать, полицейский убивает его. Примчавшийся Джефф приподнимает умирающего Джонни, говоря, что «этот человек мог бы взобраться на самую высокую вершину в мире, если бы только выбрал правильную гору». По иронии судьбы, убившим Джонни полицейским оказывается возвращающийся со службы муж Мэй.

## В ролях
- Роберт Тейлор — Джонни Игер
- Лана Тёрнер — Лисбет Бард
- Эдвард Арнольд — Джон Бенсон Фаррелл
- Ван Хефлин — Джефф Хартнетт
- Роберт Стерлинг — Джимми Кортни
- Патриция Дэйн — Гарнет
- Гленда Фаррелл — Мэй Блайт
- Генри О'Нил — А.Дж. Верн
- Диана Льюис — Джуди Санфорд
- Барри Нельсон — Лью Рэнкин
- Пол Стюарт — Джулио
- Сай Кендалл — Билл Хэллиган
- Дон Костелло — Билликен

## Создатели фильма и исполнители главных ролей
В 1943 году режиссёр Марвин Лерой был номинирован на Оскар за постановку мелодрамы «Плоды случайности» (1942). Среди других наиболее значимых работ Лероя — протонуаровые криминальные драмы «Маленький Цезарь» (1931), «Пятизвёздный финал» (1931), «Я — беглый каторжник» (1933) и «Они не забудут» (1937), драматический мюзикл «Золотоискатели 1933 года» (1933), военная драма «Тридцать секунд над Токио» (1944) и, позднее, военная комедия «Мистер Робертс» (1955) и криминальная психологическая драма «Дурная кровь» (1956). Как отмечает историк кино Деннис Шварц, «будучи грамотным и опытным режиссёром, Лерой первым в 1936 году подписал контракт от имени „Уорнер бразерс“ со знаменитой „девушкой в свитере“ Ланой Тёрнер (на съёмку в фильме „Они не забудут“) и воссоединился с ней в этом фильме». В дальнейшем Лерой работал с Тёрнер в качестве режиссёра на военной мелодраме «Возвращение домой» (1948) и комедии «Латинские любовники» (1953). Лерой также неоднократно снимал и Роберта Тейлора, в частности, в военных мелодрамах «Мост Ватерлоо» (1940) и «Побег» (1940), а также в исторической драме «Камо грядеши» (1951).
Киновед Маргарита Ландазури пишет, что «после дебюта Роберта Тейлора в кино в 1934 году, женщины буквально замирали от его невероятной красоты в таких фильмах, как „Камилла“ (1937) об очаровательной любви между ним и Гретой Гарбо. Но у мужчин „человек с идеальным профилем“ (как его подавали в рекламе) вызывал отвращение, и они предпочитали более мужественных звёзд, таких как Кларк Гейбл. И потому, начиная с „Янки в Оксфорде“ (1938), когда Тейлор впервые продемонстрировал свою волосатую грудь, студия „Метро-Голдвин-Майер“ стала ставить его на более мужественные роли». Как отмечает Ландазури, «„Джонни Игер“ был очередной попыткой студии сделать образ Тейлора более жёстким и навсегда избавить его от образа „красавчика“. Тейлор играет здесь хладнокровного гангстера с новыми для себя усами, придающими более мужественный вид, который поддаётся чарам дочери окружного прокурора в исполнении Тёрнер». Ландазури продолжает: «Реклама фильма гласила „Тейлор и Тёрнер — вместе они потрясающи!“, и так оно и было. Тейлор и Тёрнер — два самых красивых лица, когда-либо появлявшихся на экране — были динамитом в своём единственном совместном фильме». «Их горячая экранная химия была перенесена в реальную жизнь, когда женатому Тейлору было трудно устоять перед 21-летней сексуальной блондинкой». По словам Ландазури, «в своей автобиографии Тёрнер признаёт, что у них была романтическая связь, но не было романа. Она говорит, что „флиртовала“, но не хотела разрушать брак Тейлора с Барбарой Стенвик. Тейлор, однако, сказал своей жене, что влюблён в Тёрнер и попросил у неё развод. Тёрнер говорит, что охладила его ухаживания, и брак Тейлора сохранился. Как бы то ни было, взаимная тяга между двумя звёздами пошла фильму на пользу».
Помимо этой картины Роберт Тейлор сыграл в таких фильмах нуар, как «Подводное течение» (1946), «Высокая стена» (1947), «Взятка» (1949), «Полицейский-мошенник» (1954) и «Девушка с вечеринки». В 1958 году Лана Тёрнер номинировалась на Оскар как лучшая актриса в главной роли в драме «Пейтон-плейс» (1957). Она сыграла в таких значимых картинах, как фильм нуар «Почтальон всегда звонит дважды» (1946), приключенческая драма «Три мушкетёра» (1948) и драмы «Злые и красивые» (1952) и «Имитация жизни» (1959).

## Оценка фильма критикой

### Общая оценка фильма
Сразу после выхода фильма на экраны критика встретила его неоднозначно. Журнал «Variety», в частности, написал, что «это криминальный фильм с несколькими новыми сюжетными поворотами,… но по большому счёту это знакомая история о ловком гангстере и невинной богатой девушке». Газета «Нью-Йорк таймс» отметила, что эта «гангстерская мелодрама» рассказывает «очередную историю о неисправимо плохом парне, влиятельном и красивом, на пути к своему судному дню», которая выглядит «сильно разукрашенной дешёвой постановкой, в которой женщины являются „дамочками“, а оружие — „волынами“. Но сделан фильм с размахом». Газета считает, что фильм "«порадует кассу, он чистый и простой», однако «по определённой неписаной традиции почему-то подразумевается, что Джонни является гением, способным достичь самых высот, который сошёл с пути истинного из-за несчастливого детства». Картина «движется в бурном темпе, а Тейлор и Тёрнер высекают искры в своём безумном романе», и «хотя фильму не хватает цели, он несёт сильный заряд шока и возбуждения».
Современные критики оценивают фильм жёстче, считая, что для гангстерского нуара он слишком слащав. Так, журнал «TimeOut» обращает внимание на то, как «с характерным для „Метро-Голдвин-Майер“ глянцем и необходимым искуплением в финале, этот гангстерский фильм превращается в самую мыльную из мыльных опер». Историк кино Деннис Шварц полагает, что «ничто не может спасти эту приторную криминальную мелодраму от её рвения понравиться в качестве романтической мыльной оперы». Далее он отмечает, что картину «можно назвать своего рода слабеньким фильмом нуар, где Тейлор, будучи гангстером, винит в своём криминальном прошлом своё несчастное детство — в котором у него не было даже собаки». Хотя, по словам Шварца, фильм «вносят в списки фильмов нуар, ему явно не удаётся воплотить мрачные принципы» этого жанра. Сходного мнения придерживается и Ханс Воллстейн, написавший, что «картину часто называют одной из первых попыток в жанре фильм нуар, но фильм для этого слишком красивенький, а Роберт Тейлор и Лана Тёрнер постоянно стремятся встать так, чтобы свет падал на них наилучшим образом».

### Оценка работы сценаристов и режиссёра
Газета «Нью-Йорк таймс» высоко оценила работу сценаристов, написав, что «хотя гангстерские мелодрамы сейчас точно не на пике моды, сценарные портные „Метро-Голдвин-Майер“ непревзойдённо подогнали фильм под Роберта Тейлора и Лану Тёрнер», далее отметив, что «благодаря живой и страстной режиссуре Лероя» Тейлор и Тёрнер «превратили „Джонни Игер“ в плотную историю об ужасе криминального мира, которая жмёт на всю катушку — даже на тормозах». В общем, резюмирует газета, «сценарий сильный, а мистер Лерой держит производство на должном уровне».
По мнению журнала «TimeOut», «сценаристы Ли Махин и Эдвард Грант предлагают для этого гангстерского фильма интригующую грязную историю о хладнокровном бандите, его гомосексуальном мальчике для битья и мазохистской светской девушке, которой не терпится попробовать то, что у него есть („Я думаю, он ударит женщину, если она его разозлит“)». Далее «TimeOut» пишет, что «Лерой управляет этой гранд-оперой с определённым стилем при отличной операторской работе Харольда Россона», однако, замечает журнал, «ничто не может спасти фильм, который предлагает думать, что герой стал плохим, потому что в детстве у него не было собаки».
Деннис Шварц замечает, что «Махин и Грант вычищают из сценария много отвратительного (что можно было бы ожидать в фильме этого жанра), в то время, как Лерой придаёт ему обычную высоконравственную трактовку, которыми столь знаменита студия „Метро-Голдвин-Майер“ (эта студия обычно не делала криминальных фильмов)». Но, по мнению Шварца, в «саморазрушении фильма нельзя винить Лероя, который выжил из плохого сценария всё, что можно, с помощью своего высокого стиля и энергии». Воллстейн обращает внимание на то, что во время работы «на „Уорнер бразерс“ Лерой был бескомпромисснее», тем не менее он ставит картину «со своим обычным профессионализмом», и кроме того фильм «выигрывает в производстве благодаря привычной заботе студии „Метро-Голдвин-Майер“».

### Оценка актёрской игры
Как уже отмечалось, актёрская игра является самой сильной стороной этой картины. Журнал «Variety» считает, что «Тейлор создаёт убедительный образ красавчика (который не является отражением его лично), а Тёрнер не менее успешна в актёрском плане», и кроме того «легко притягивает к себе мужские взгляды». Журнал выделяет также «Вана Хефлина, который великолепен в качестве вечно пьяного компаньона Тейлора». «Нью-Йорк таймс» считает, что «Тейлор выглядит почти столь же хладнокровно, как и звучит, и ему не уступает Тёрнер, вновь выступающая в роли несчастной Изольды для мужчин по ту сторону закона», а «Ван Хефлин создаёт сардонический портрет друга и партнёра Джонни, который отличается многословием и причудливыми цитатами».
Ландазури приводит слова Ванды Хэйл в газете «Нью-Йорк дейли ньюз» о том, что «Тейлор изображает гангстера красивым настолько, что такого редко встретишь, прочёсывая криминальный мир»", от себя добавляя «не столь важно, насколько красив Тейлор, а то, что его игра в этом фильме — одна из лучших в его карьере». Ландазури считает, что «обе звезды (Тейлор и Тёрнер) продемонстрировали актёрское мастерство, и доказали, что они были не просто красавчиками. Но, как ни была бы хороша их игра, их затмил Ван Хефлин в роли пьющего, интеллектуального лучшего друга Тейлора».
Шварц пишет: «Тейлор играет главную роль хладнокровного рэкетира, который влюбляется в Лану, ранимую светскую даму, с которой играет как с наивной простачкой, получая в третьем акте искупление через её любовь, прежде чем пасть в блеске пуль». По мнению критика, «Тейлор был неправильно выбран на эту роль, так как не смотрится как нуаровый протагонист. Он продолжает пребывать в своём обычном амплуа положительного героя, хотя фильм и не был сделан в расчёте на его красоту женского любимчика». А вот Ван Хефлин за свою сильную роль ненавидящего себя пьяного дружка Джонни завоевал Оскар". Так же считает и Воллстейн, написавший, что «Ван Хефлин в роли пьющего адвоката и друга Тейлора легко справляется с актёрской игрой и заслуженно удостаивается Оскара как лучший актёр второго плана». Но, по мнению критика, «как Тейлор, так и Тёрнер тоже поразительно сильны, а крепкий подбор актёров второго плана добавляет красок событиям, порой впадающим в чрезмерный мелодраматизм».